# Saab 9-4X

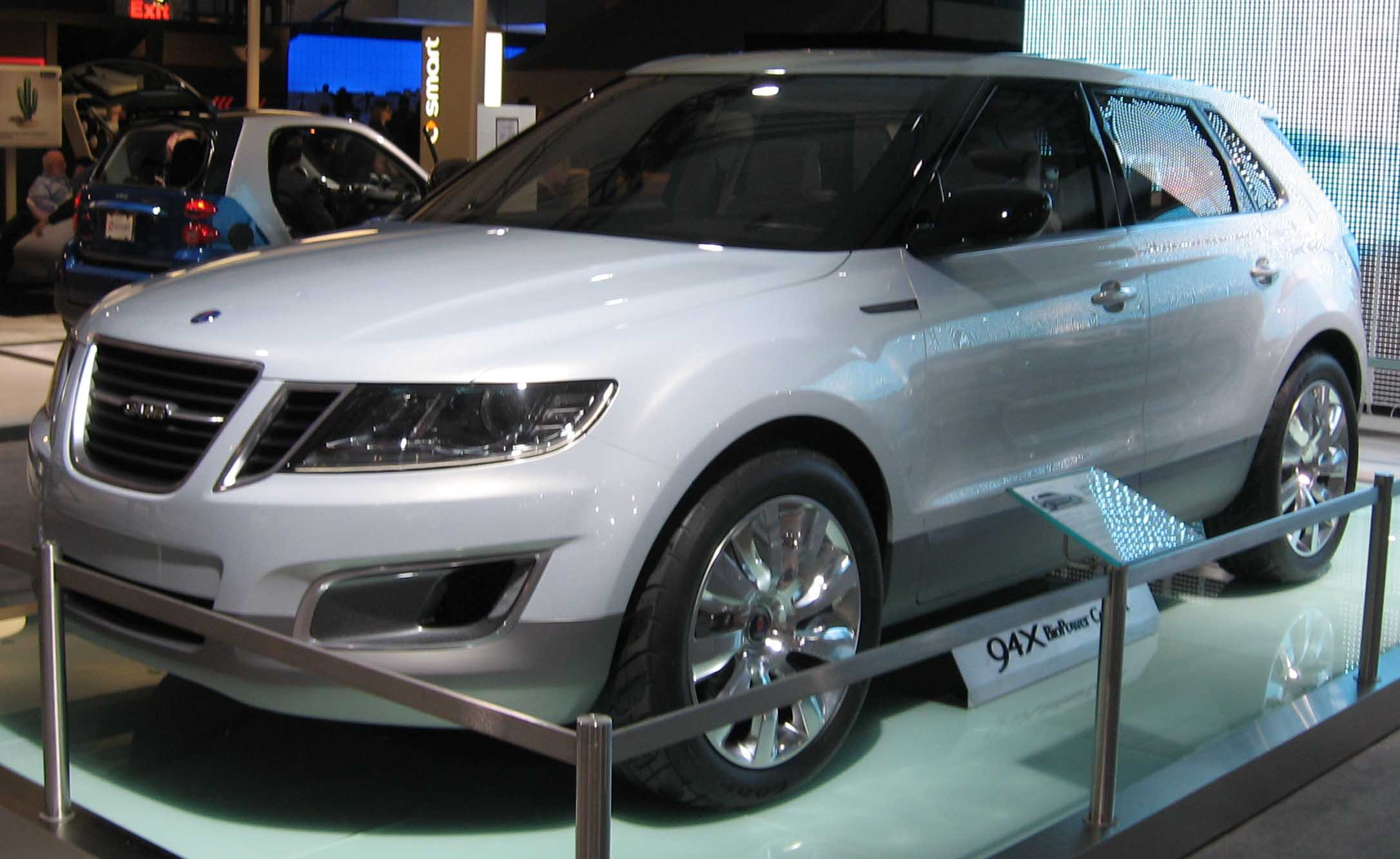
Saab 9-4X BioPower Concept 2008.

Saab 9-4X är en CUV-modell som lanserades på bilsalongen i Los Angeles i november 2010. Konstruktionen vilar på bottenplattan GM Theta och bilmodellen är en efterträdare till Saab 9-7X. Tillverkningen startade 2011 i General Motors regi hos Ramos Arizpe i Mexiko tillsammans med systerbilen Cadillac SRX. 803 bilar byggdes innan produktionen stoppades i slutet av 2011 på grund av Saabs konkurs. Bilen började säljas i USA i juni 2011, med två olika V6-motorer, till grundpriset 33 380 USD exklusive skatt. Försäljningen i Europa började i augusti 2011.
Projektet 9-4X påbörjades våren 2006 efter att GM sålt sin andel i Subaru och samarbetsprojektet Saab 9-6X lades ner.  På Detroit-salongen i januari 2008 presenterades bilen i (en i stort sett produktionsklar) konceptform som 9-4X BioPower Concept, med en E85-motor på 300 hk . Liksom Saab 9-5 2010 är designspråket hämtat från konceptbilen Saab Aero-X.

## Motorprogram[5]
| Modell | Modellår  | Motor            | Cylindervolym | Max. effekt                     | Max. vridmoment        | 0–100 km/h |
| ------ | --------- | ---------------- | ------------- | ------------------------------- | ---------------------- | ---------- |
| 3,0 V6 | 2011-2012 | V6, bensin       | 2997 cm³      | 265 hk (195 kW) vid 6 950 v/min | 302 Nm vid 5 200 v/min | 9,0 s      |
| Aero   | 2011-2012 | V6 turbo, bensin | 2792 cm³      | 300 hk (221 kW) vid 5 500 v/min | 400 Nm vid 2 000 v/min | 8,3 s      |
| Hirsch | 2011-2012 | V6 turbo, bensin | 2792 cm³      | 330 hk (240 kW) vid 5 500 v/min | 430 Nm vid 1 700 v/min | 7,9 s      |

## Samlarvärde
Då SAAB 9-4X endast tillverkades i 814 exemplar så har de fått ett högt samlarvärde. Två Saab samlarbilsauktioner hölls i december 2012 och april 2013, och den dyraste bilen var en 9-4X V6 som var fabriksny och kostade strax över 1 miljon kronor inräknat tull, moms och övriga avgifter.